# Langs hage
Langs hage är ett vidsträckt hällmarksområde strax sydöst om Visby på Gotland.
En klintkant ned mot det lägre belägna området mot Visby gör att kalkstenshällen här ligger bar eller täckt av endast ett tunt jordtäcke. Kalkstenshällen utgör ett kuperat landskap med djupa eroderade sprickor mellan blocken. Området har fungerat som kalkstensbrott under lång tid. Längs hällkanten finns rikligt med gravfält. Flera sällsynta arter som är beroende av mager kalkrik jord växer i området, bland annat ett större bestånd av nipsippa i närheten av Slättflishage.